# Edmund Michalski
Edmund Jan Michalski MSF (* 16. November 1957 in Łysaków, heute Gmina Zaklików, Polen) ist ein römisch-katholischer Ordensgeistlicher und emeritierter Generaloberer der Missionare von der Heiligen Familie.

## Leben
Edmund Michalski trat der Ordensgemeinschaft der Missionare von der Heiligen Familie (MSF) bei und legte die ewigen Gelübde am 8. August 1982 ab. Am 12. Juni 1985 empfing er die Priesterweihe. Er gehörte der polnischen Ordensprovinz an.
Am 10. Oktober 2007 wurde er vom Generalkapitel der Kongregation der Missionare von der Heiligen Familie am Stammsitz in Rom zum Generaloberen (Amtsperiode sechs Jahre) gewählt. Am 12. Oktober 2013 erfolgte seine Wiederwahl für eine weitere sechsjährige Amtszeit. 2019 wurde Agustinus Purnama Sastrawijaya sein Nachfolger.